# Хюлтебрук
Хюлтебрук (на шведски: Hyltebruk) е град в лен Халанд, Югозападна Швеция, главен административен център на община Хюлте. Разположен е около река Нисан. Намира се на около 380 km на югозапад от столицата Стокхолм и на 100 km на югоизток от Гьотеборг. Има жп гара. Населението на града е 3716 жители според данни от преброяването през 2010 г.